# 공통 타입 시스템
공통 타입 시스템(Common Type System, CTS)은 마이크로소프트 닷넷 프레임워크에서  자료형 정의 및 특정 자료형 값이 어떻게 컴퓨터 메모리에 표현되는지를 규정하는 표준이다. 각기 다른 프로그래밍 언어들로 작성된 프로그램들이 정보를 쉽게 공유할 수 있도록 하는 것이 목적이다.
CTS의 사양은 Ecma 표준 335 "Common Language Infrastructure (CLI) Partitions I to VI"에 포함되었다. CLI와 CTS는 마이크로소프트에 의해 개발되었으며 마이크로소프트 닷넷 프레임워크는 이 표준의 구현체이다.

## 같이 보기
- 닷넷 프레임워크
- 공통 언어 기반